# 乾健斗
乾 健斗（いぬい けんと、2006年6月28日 - ）は、茨城県水戸市出身のプロ野球選手（投手・育成選手）。オリックス・バファローズ所属。

## 経歴

### プロ入り前
小学校時代は軟式野球の『水戸サムライボーイズ』、水戸市立見川中学校時代は硬式野球の『水戸リトルシニア』でプレーした。
霞ヶ浦高校へ進学し、3年夏の茨城大会で公式戦デビューを果たし、3試合・8回2/3を投げて防御率2.08を記録。甲子園大会でも背番号11でベンチ入りし、智弁和歌山との2回戦（初戦）では登板機会が無かったものの、続く滋賀学園との3回戦で5点ビハインドの9回表から登板し、1イニングを三者凡退に抑えた。
2024年10月24日に開催されたドラフト会議にて、オリックス・バファローズから育成6位指名を受けた。11月20日には支度金300万円・年俸240万円（金額はいずれも推定）で仮契約を締結。同29日には新人選手入団発表記者会見が行われ、背番号は056と発表された。

## 選手としての特徴
最速144km/hのストレート、スライダー、チェンジアップ、90km/h台のカーブを投げ分ける。

## 人物
1940年代に阪神でプレーした乾国雄を祖父に持つ。

## 詳細情報

### 背番号
- 056（2025年[9] - ）